# Simulation RPG Construction
Simulation RPG Construction（シミュレーション アールピージー コンストラクション）は、シミュレーションRPGを制作できるWindows用のフリーウェア。通称SRC。作者はKei。

## 概要
本作は、フリーウェアのシミュレーションRPG製作ツールである。なお、本作はあくまでゲームエンジンであるため単体では動作しない。動作には別途ランタイム、画像ファイル、シナリオデータなどが必要となる。
現在のところ有力な製作支援ツールは無く、10年経った現在もゲームの製作にはメモ帳などのテキストエディタで行うのが一般的である。
そのため、ゲームの製作にはBASIC程度のプログラミング知識が必要となり、ゲームの製作は決して簡単ではない。
歴史は古く、既に削除されているが1997年の初版リリース当初の謳い文句としては「バンプレストのスーパーロボット大戦シリーズのようなゲームが制作できる」というコンセプトであったが、SRCの主なユーザーである二次創作シナリオがグレーゾーンにある事もあり、上記の説明の通りに修正されていった。

## 本体
本体は安定版と開発版に分けられている。本体の開発にはVisual Basicが用いられている。
公式サイトにてダウンロードできるSRCのバージョンは以下の通りとなっている。

### 安定版
開発版で十分にテストされ、バグフィックスされたもの。バージョン番号の2桁目が偶数になっているものが安定版となる。
Ver2.2系列最新バージョン
現在主流となっている安定版SRCの最新バージョン。
Ver2.0.34（2005年9月11日リリース）
Ver2.0系列（前期安定版）の最終バージョン。
Ver2.0.32（2005年6月11日リリース）
ネイティブコードコンパイルを用いたバージョン。
Ver1.6.61（2003年5月18日リリース）
Ver1.6系列の最終バージョン。Ver2.2系列及びVer2.0系列はVer1.6系列とは互換性がなく、また現在もVer1.6系列のシナリオやデータが配布されていることから、需要はそれなりにある。
Ver1.6.45（2001年12月9日リリース）
DirectMusicが使用されていないSRCの最終バージョン。DirectMusicの関係でエラーが発生してしまう場合は、このバージョンを用いる必要がある。

### 開発版
次期安定版に向けて開発される本体。主に開発中の機能や変更機能の動作のテストが行なわれる。バージョン番号の2桁目が奇数になっているものは開発版となる。
配布されるデータやシナリオの中には、開発版で動作させることを前提とするものも存在する。
Ver2.4.0a（2012年11月25日リリース）
現在の開発版の最終バージョン。
Ver2.1.16（2005年12月10日リリース）
前期開発版の最終バージョン。

## シナリオ
SRCで動作するスクリプトはシナリオと呼称される事が多い。これは、SRCで動作するゲームが本体に添付され、同時にダウンロードできた時代の名残である。
シナリオは通常インターネット上で無償配布されており、公式サイトなどでリンク集を通じて入手できるものが多い。また、雑誌への掲載や同人誌即売会での頒布などオフラインで配布されるものもある。

### ファイル構成
シナリオは主に以下の各種ファイルで構成される。

#### イベント
シナリオの根底となるデータファイル。拡張子は「.eve」。このファイルの中でイベントの設置、敵の配置などの設定を行なう。拡張子は違うが、実態はテキストファイルであるので、Windows標準のメモ帳でも編集が可能である。ただし、ファイルの大きさが膨大になりがちであり、Windows標準のメモ帳ではサイズ制限上編集できないこともあるので、他のテキストエディタを使用するのが望ましい。イベントファイルは後述するマップファイルと同一のフォルダに入れるのが原則とされているが、現在ではそれぞれ別々のフォルダに格納する方式が主流になっている。

#### サブルーチン
シナリオに組み込んで使用するファイル。拡張子は「.eve」であり、シナリオ同様テキストファイルであるためテキストエディタでの編集が可能。シナリオのシステムを拡充するために利用されている場合が多く、第三者が流用可能なようにして配布されているものも多い。
旧バージョンでは｢インクルード｣と呼ばれており、現在でもこちらの呼称を使用するユーザーは多い。

#### 画像
利用できる画像形式はBitmap形式（.bmp）が基本となる。
演出などに使用する画像にはJPEG、PNG、GIFの各形式が利用できる。
また、Flashを利用する事で限定的だが動画再生にも対応している。
画像の種類には、マップ上でユニットをあらわす「ユニットアイコン」と「パイロットアイコン」、マップを表現するための「マップチップ」、アニメーションなどで一時的に表示される「カットイン」等がある。

#### データ
操作するキャラクターのステータスや攻撃／防御時の画面演出などを設定するファイル。
前述の通り、SRCの製作支援ソフトの類は現在ほとんど存在しない（公式ページにからリンクされているソフトもほとんどが最新版に対応していないため動作しない）ため、データは全てWindows標準のメモ帳などのテキストエディタで編集する以外にない。

#### マップ
シナリオに関連するマップのデータファイル。SRC本体付属のマップエディタから作成できる。拡張子は「.map」。

#### BGM/サウンド
シナリオで使用されるBGM。MIDI形式（.midi）、WAVE形式（.wav）、MP3形式（.mp3）（要プラグイン）が利用できる。